# هارولد اتکینسون (بازیکن فوتبال)
هارولد اتکینسون (انگلیسی: Harold Atkinson؛ ۲۸ ژوئیه ۱۹۲۵ – ۴ سپتامبر ۲۰۰۳) بازیکن فوتبال اهل بریتانیا بود.
از باشگاه‌هایی که در آن بازی کرده‌است می‌توان به باشگاه فوتبال چسترفیلد و باشگاه فوتبال ترانمره راورز اشاره کرد.